# Estación de Magaz
Magaz es una estación ferroviaria situada en el municipio español de Magaz de Pisuerga en la provincia de Palencia, comunidad autónoma de Castilla y León. Cuenta con servicios de Media Distancia operados por Renfe. Cumple también funciones logísticas.

## Situación ferroviaria
La estación se encuentra en el punto kilométrico 293,858 de la línea férrea de ancho ibérico que une Madrid con Hendaya a 725,68 metros de altitud, entre las estaciones de Venta de Baños y Torquemada. En dirección a Madrid se encuentra a las puertas de la variante que permite dirigirse directamente a Palencia sin pasar por el nudo ferroviario de Venta de Baños. El tramo es de vía doble y está electrificado.

## Historia
La estación fue inaugurada el 25 de noviembre de 1860 con la puesta en marcha del tramo Burgos – Ventas de Baño de la línea radial Madrid-Hendaya. Su explotación inicial quedó a cargo de la Compañía de los Caminos de Hierro del Norte de España quien mantuvo su titularidad hasta que en 1941 fue nacionalizada e integrada en la recién creada RENFE.
Desde el 31 de diciembre de 2004, Renfe Operadora explota la línea mientras que Adif es la titular de las instalaciones ferroviarias.

## La estación
Aunque Magaz es una estación de segunda categoría cuenta con un importante edificio para viajeros de dos plantas prolongado por una marquesisa adosada al edificio. Posee dos andenes y tres vías. Los cambios de andén se realizan a nivel. 

## Servicios ferroviarios

### Media Distancia
En la estación Renfe presta servicios de Media Distancia, comercializados como MD, que enlazan Madrid-Príncipe Pío con Vitoria:
| Línea MD | Servicio | Origen/Destino      | Paradas intermedias | Destino/Origen      |
| -------- | -------- | ------------------- | --- | ------------------- |
| 21       | MD       | Madrid-Príncipe Pío | Villalba · El Escorial · Zarzalejo · Robledo de Chavela · Santa María de la Alameda-Peguerinos · Las Navas del Marqués · Navalperal · Herradón-La Cañada · Ávila · Arévalo · Medina del Campo · Valladolid-Campo Grande · Venta de Baños · Palencia · Magaz · Quintana del Puente · Villaquirán · Burgos-Rosa Manzano · Briviesca · Miranda de Ebro | Vitoria             |
| 21       | MD       | Vitoria             | Miranda de Ebro · Pancorbo · Briviesca · Burgos-Rosa Manzano · Villaquirán · Quintana del Puente · Magaz · Palencia · Venta de Baños · Valladolid-Campo Grande · Medina del Campo · Arévalo · Ávila · El Escorial · Villalba | Madrid-Príncipe Pío |